# Éverard de Gateley
Éverard de Gateley fue un escritor anglo-normando que vivió en la segunda mitad del siglo XII.
Éverard de Gateley era un monje de Bury Saint Edmund originario de Gateley (Norfolk). Es autor de tres Milagros de la Virgen. El primero es una de las muchas variantes del relato en el que se ve a la virgen María aparecerse en sueños a un clérigo enfermo por un cáncer en la boca y curarlo dándole el pecho. El clérigo despierta curado y narra el milagro a su obispo antes de morir tras haber recibido la comunión.